# Voleibol en los Juegos Asiáticos de 2006
El torneo de voleibol en los Juegos Asiáticos de Doha 2006 se realizó del 2 al 14 de diciembre de 2006. 
Las competiciones se llevaron a cabo en el Pabellón al-Rayyan. 

## Torneo masculino

### Cuartos de final
| Fecha | Hora¹ | Partido       | Partido | Partido        | Resultado |
| ----- | ----- | ------------- | ------- | -------------- | --------- |
| 11.12 | 12:00 | China         | -       | Kazajistán     | 3-1       |
| 11.12 | 14:00 | Corea del Sur | -       | Irán           | 3-1       |
| 11.12 | 18:00 | Japón         | -       | Arabia Saudita | 0-3       |
| 11.12 | 20:00 | Catar         | -       | Baréin         | 3-0       |

- (¹) -  Hora local de Catar (UTC +3)

### Semifinales
| Fecha | Hora¹ | Partido        | Partido | Partido       | Resultado |
| ----- | ----- | -------------- | ------- | ------------- | --------- |
| 13.12 | 14:00 | Arabia Saudita | -       | China         | 2-3       |
| 13.12 | 20:00 | Catar          | -       | Corea del Sur | 1-3       |

- (¹) -  Hora local de Catar (UTC +3)

### Tercer puesto
| Fecha | Hora¹ | Partido        | Partido | Partido | Resultado |
| ----- | ----- | -------------- | ------- | ------- | --------- |
| 14.12 | 18:00 | Arabia Saudita | -       | Catar   | 3-2       |

- (¹) -  Hora local de Catar (UTC +3)

### Final
| Fecha | Hora¹ | Partido | Partido | Partido       | Resultado |
| ----- | ----- | ------- | ------- | ------------- | --------- |
| 14.12 | 20:30 | China   | -       | Corea del Sur | 1-3       |

- (¹) -  Hora local de Catar (UTC +3)

### Medallero
|               |       |                |
| Corea del Sur | China | Arabia Saudita |

## Torneo femenino

### Grupos
| Grupo A       | Grupo B    |
| ------------- | ---------- |
| China         | Tailandia  |
| Taiwán        | Japón      |
| Corea del Sur | Mongolia   |
| Vietnam       | Kazajistán |
|               | Tayikistán |

### Primera ronda

#### Grupo A
| Equipo        | J | G | P | T+ | T- | DT | PTS |
| ------------- | - | - | - | -- | -- | -- | --- |
| China         | 3 | 3 | 0 | 9  | 0  | +9 | 6   |
| Corea del Sur | 3 | 2 | 1 | 6  | 5  | +1 | 5   |
| Taiwán        | 3 | 1 | 2 | 5  | 7  | -2 | 4   |
| Vietnam       | 3 | 0 | 3 | 1  | 9  | -8 | 3   |

#### Grupo B
| Equipo     | J | G | P | T+ | T- | DT  | PTS |
| ---------- | - | - | - | -- | -- | --- | --- |
| Japón      | 4 | 4 | 0 | 12 | 2  | +10 | 8   |
| Kazajistán | 4 | 3 | 1 | 11 | 4  | +7  | 7   |
| Tailandia  | 4 | 2 | 2 | 7  | 6  | +1  | 6   |
| Mongolia   | 4 | 1 | 3 | 3  | 9  | -6  | 5   |
| Tayikistán | 4 | 0 | 4 | 0  | 12 | -12 | 4   |

### Cuartos de final
| Fecha | Hora¹ | Partido       | Partido | Partido   | Resultado |
| ----- | ----- | ------------- | ------- | --------- | --------- |
| 08.12 | 12:00 | China         | -       | Mongolia  | 3-0       |
| 08.12 | 14:00 | Japón         | -       | Vietnam   | 3-0       |
| 08.12 | 18:00 | Corea del Sur | -       | Tailandia | 1-3       |
| 08.12 | 20:00 | Kazajistán    | -       | Taiwán    | 2-3       |

- (¹) -  Hora local de Catar (UTC +3)

### Semifinales
| Fecha | Hora¹ | Partido | Partido | Partido   | Resultado |
| ----- | ----- | ------- | ------- | --------- | --------- |
| 10.12 | 18:00 | China   | -       | Taiwán    | 3-0       |
| 10.12 | 20:00 | Japón   | -       | Tailandia | 3-0       |

- (¹) -  Hora local de Catar (UTC +3)

### Tercer puesto
| Fecha | Hora¹ | Partido   | Partido | Partido | Resultado |
| ----- | ----- | --------- | ------- | ------- | --------- |
| 12.12 | 18:00 | Tailandia | -       | Taiwán  | 0-3       |

- (¹) -  Hora local de Catar (UTC +3)

### Final
| Fecha | Hora¹ | Partido | Partido | Partido | Resultado |
| ----- | ----- | ------- | ------- | ------- | --------- |
| 12.12 | 20:00 | China   | -       | Japón   | 3-1       |

- (¹) -  Hora local de Catar (UTC +3)

### Medallero
|       |       |        |
| China | Japón | Taiwán |

- Datos: Q2345351